# 한스 봉가르츠
한스 "하네스" 봉가르츠(독일어: Hans "Hannes" Bongartz, 1951년 10월 3일, 노르트라인-베스트팔렌 주 본 ~)는 독일의 전 축구 선수이자 감독이다.

## 클럽 경력
봉가르츠는 본 출신이다. 그는 바텐샤이트 09에서 축구를 시작해 중앙 미드필더로 거듭났고, 이후 1974년에 샬케 04에 입단했다. 그는 1978년에 카이저슬라우테른으로 이적해 1984년에 은퇴했다. 봉가르츠는 298번의 분데스리가 경기에 출전해 39골을 기록했다.

## 국가대표팀 경력
봉가르츠는 유고슬라비아에서 열린 유로 1976에 참가했다. 봉가르츠는 서독 국가대표팀 경기에 4번 출전했다.

## 감독 경력
봉가르츠는 묀헨글라트바흐와 카이저슬라우테른 감독을 역임했다. 2003-04 시즌 봉가르츠는 바텐샤이트 09의 감독을 역임했다. 그가 감독으로서 거둔 분데스리가 최고 성적은 1987년에 카이저슬라우테른 감독으로 거둔 리그 7위였다.

## 수상
서독
- 유럽 선수권 대회 준우승: 1976

샬케 04
- 분데스리가 준우승: 1976–77

카이저슬라우테른
- DFB-포칼 준우승: 1980–81